# کشتار سیاسی
کشتار سیاسی (به انگلیسی: Politicide) نابودی عمدی فیزیکی گروهی از افراد است که به صورت خاص به یک جریان سیاسی تعلق دارند. این عمل نوعی از سرکوب سیاسی است که از طریق پاکسازی سیاسی جمعیتی و مهاجرت اجباری اعمال می‌گردد. کشتار سیاسی را می‌توان با نسل‌کشی و پاکسازی قومی مقایسه کرد که در آن افراد به جای تعلق سیاسی بر اساس عضویتشان به یک گروه قومی یا نژادی خاص کشتار می‌شوند.
دانشمندان علوم اجتماعی از لفظ کشتار سیاسی برای توصیف افرادی که نه به واسطه قومیت یا صفات جمعی مشترک (که تحت مراقبت کنوانسیون منع نسل‌کشی است) که به دلیل موقعیت بانفوذ اجتماعی آن‌ها یا مخالفت سیاسی با دستگاه حاکم تحت کشتار و نابودی قرار می‌گیرند استفاده می‌نمایند.